# Stretton (East Staffordshire)
Stretton es una parroquia civil y un pueblo del distrito de East Staffordshire, en el condado de Staffordshire (Inglaterra).

## Geografía
Según la Oficina Nacional de Estadística británica, Stretton tiene una superficie de 4,49 km².

## Demografía
Según el censo de 2001, Stretton tenía 8355 habitantes (48,7% varones, 51,3% mujeres) y una densidad de población de 1860,8 hab/km². El 21,39% eran menores de 16 años, el 72,77% tenían entre 16 y 74, y el 5,84% eran mayores de 74. La media de edad era de 38,13 años. Del total de habitantes con 16 o más años, el 20,75% estaban solteros, el 65,48% casados, y el 13,76% divorciados o viudos.
Según su grupo étnico, el 98,01% de los habitantes eran blancos, el 0,41% mestizos, el 0,66% asiáticos, el 0,32% negros, el 0,38% chinos, y el 0,18% de cualquier otro. La mayor parte (97,38%) eran originarios del Reino Unido. El resto de países europeos englobaban al 0,93% de la población, mientras que el 1,69% había nacido en cualquier otro lugar. El cristianismo era profesado por el 82,78%, el budismo por el 0,19%, el hinduismo por el 0,26%, el islam por el 0,35%, el sijismo por el 0,06%, y cualquier otra religión, salvo el judaísmo,  por el 0,07%. El 10,5% no eran religiosos y el 5,78% no marcaron ninguna opción en el censo.
Había 3366 hogares con residentes, 102 vacíos, y 6 eran alojamientos vacacionales o segundas residencias.